# Протасовский сельсовет (Алтайский край)
Протасовский сельсовет — муниципальное образование со статусом сельского поселения и административно-территориальное образование в Немецком национальном районе Алтайского края России. Административный центр — село Протасово.

## Демография
По результатам Всероссийской переписи населения 2010 года, численность населения муниципального образования составила 1273 человека, в том числе 620 мужчин и 653 женщины. Оценка Росстата на 1 января 2012 года — 1254 человека.

## Населённые пункты
В состав сельского поселения входит один населённый пункт — село Протасово.